# Chris Dierker
Chris Dierker (tiếng Việt: Đặng Quý Kiệt; sinh ngày 11 tháng 8 năm 1994) là một vận động viên bóng rổ chuyên nghiệp người Mỹ gốc Việt hiện đang thi đấu cho câu lạc bộ bóng rổ Danang Dragons tại Giải bóng rổ chuyên nghiệp Việt Nam.

## Sự nghiệp
Mẹ của anh là bà Lien Dierker sinh ra và lớn lên tại Đà Nẵng. Anh học trường trung học Salem và Đại học Madonna. Tại đây anh đã thường xuyên tham gia thi đấu cho đội bóng rổ của trường và giành được những thành tích đáng chú ý.
Năm 2018, anh bắt đầu thi đấu chuyên nghiệp trong màu áo của câu lạc bộ Danang Dragons.